# Love Hurts
Love Hurts je dvacáté studiové album zpěvačky a herečky Cher, vydané v červnu roku 1991 u Geffen Records.

## O Albu
Love Hurts je třetím a posledním albem Cher vydaným u společnosti Geffen Records. Produkce se nově ujal Bob Rock a již zasvěcení John Kalodner, Diane Warrem a Desmond Child z let minulých. Album se začalo natáčet koncem roku 1990 a pokračovalo až do začátku roku 1991, během Cher vztahu s kytaristou skupiny Bon Jovi Richiem Samborou. Album věnovala jemu a "každému muži, kvůli kterému jsem kdy uronila slzu".
Deska obsahuje celkem čtyři coververze: "Save Up All Your Tears" nahraná koncem 80. let Bonnie Tyler a Robinem Beckem, písničku od skupiny Kiss "A World Without Heroes" z roku 1980, "Fires Of Eden" od Judy Collins z předchozího roku a "Love Hurts", skladbu, kterou Cher nahrála již pro své album Stars v roce 1975. Tentokrát byla více v pop/rockovém stylu, než jako balada. Originální verze pochází od Everly Brothers z roku 1960. Evropská verze alba obsahuje také celosvětový hit "The Shoop Shoop Song (It's In His Kiss)", melodii z filmu Mermaids, která pochází z pera Rudyho Clarka z roku 1963.
Dřívější vydané verze alba v UK mají stejný obal alba jako americká vydání, ale později ho vystřídal přebal jiný, ukazující ležící Cher v červeno-zrzavé paruce. Evropské edice také obsahují tamní hit "The Shoop Shoop Song (It's in His Kiss)", který se umístil na 1. místě v deseti státech. V Americe, kde skladba slavila pouze vlažný úspěch, byla k dostání pouze na soundtrack albu k filmu Mermaids a na singlu.
Pro propagaci alba, Cher udělala několik vystoupení po celém světě. V Americe se účastnila Late Show s Davidem Lettermanem a zazpívala "Save Up All Your Tears". 21. června 1991 se také zúčastnila pořadu In Concert na programu ABC, kde účinkovala s písněmi "Love Hurts", "Love and Understanding", "Save Your All Your Tears" a "A World Without Heroes". Tento zvláštní výkon byl velmi kritizován, protože Cher zpívala všechny skladby na playback, i když ABC předpokládal "čestný" živý rock. Později v rozhovoru v průběhu roku Cher obhajovala své zpívání na playback a In Concert jí nabídlo šanci znovu se objevit (se svou kapelou připojenou a hraním) později v roce 1991, ale vystoupení se nikdy neuskutečnilo. Cher také propagovala album v Evropských zemích. V UK zazpívala "Love And Understanding", "Save Up All Your Tears" a "Could've Been You" v Top Of The Pops, ve Wogan zazpívala "Love And Understanding" a "Save Up All Your Tears" a v Aspel And Company zase "Could've Been You". V Austrálii, během Dame Edna Show, zazpívala "Save Up All Your Tears" a přidala přídavek v podobě dávného hitu "I Got You Babe", kterou zazpívala společně s Dame Ednou.
Další propagace přišla se světovým turné. The Love Hurts Tour začalo 15. dubna 1992 v německém Berlíně. Na turné zazněly z alba čtyři písně - Love and Understanding", "Save Up All Your Tears", "Love Hurts" a "Fires Of Eden".
Zatímco se albu extrémně dařilo v UK, singly z něho vydané slavily pouze mírný úspěch. "Love And Understanding" byl jediný velký hit v tamních žebříčcích. Album však vyprodukovalo fanoušky oblíbený singl "Could've Been You" nebo samotmou Cher velmi oblíbené skladby "Save Up All Your Tears", "Love Hurts" a "Fires Of Eden".
Oproti předchozím deskám Cher (1987) a Heart Of Stone (1989) slavila deska Love Hurts pouze mírný úspěch v Severní Americe. Bylo zde oceněno zlatou deskou za prodej 500 tisíc kusů. V Evropě a v Oceánii však album slavilo obrovský úspěch, na 1. místo se dostalo v těchto čtyřech zemích: Rakousko, Irsko, Norsko a Spojené království. V UK album debutovalo rovnou na 1. místě a vydrželo tam šest týdnů za sebou. Poté se pět týdnů drželo v top trojce a stalo se tak nejlépe prodávané ženské album roku. Prodalo se ho zde 3 miliónů kusů, což je trojnásobná platina.

### Singly
Z alba vzešlo dohromady pět singlů. Pilotní singl "Love And Understanding" vyšel 21. května 1991. Umístil se na 16. místě v Severní Americe a na 10. místě v UK. Druhý singl "Save Up All Your Tears" se dostal do top40 jak v Americe, tak v Anglii i Kanadě. "Love Hurts a "Could've Been You" byly vydané pouze v Evropě, zatímco "When Lovers Become Strangers" zase pouze v Severní Americe.

## Seznam skladeb
| Pořadí | Název                        | Autor                                                      | Délka |
| ------ | ---------------------------- | ---------------------------------------------------------- | ----- |
| 1.     | Save Up All Your Tears       | Desmond Child, Diane Warren                                | 4:00  |
| 2.     | Love Hurts                   | Boudleaux Bryant, Felice Bryant                            | 4:19  |
| 3.     | Love And Understanding       | Diane Warren                                               | 4:43  |
| 4.     | Fires Of Eden                | Mark Goldenberg, Kit Hain                                  | 3:43  |
| 5.     | I'll Never Stop Loving You   | David Cassidy, John Wetton, Sue Sifrin                     | 3:57  |
| 6.     | One Small Step               | Barry Mann, Brad Parker, Wendy Waldman                     | 3:28  |
| 7.     | A World Without Heroes       | Bob Ezrin, Gene Simmons, Lou Reed, Paul Stanley            | 3:09  |
| 8.     | Could've Been You            | Arnie Roman and Bob Helligan                               | 3:30  |
| 9.     | When Love Calls Your Name    | Jimmy Scott, Tomas Snow                                    | 3:32  |
| 10.    | When Lovers Become Strangers | Diane Warren                                               | 4:46  |
| 11.    | Who You Gonna Believe        | Gerald Marquez, Kevin Chalfant, Joe Marquez, Steve Fontano | 4:47  |

## Umístění
| Umístění (1991) | Pozice |
| --------------- | ------ |
| Irsko           | 1      |
| Norsko          | 1      |
| Rakousko        | 1      |
| UK              | 1      |
| Švýcarsko       | 3      |
| Nový Zéland     | 4      |
| Švédsko         | 4      |
| Německo         | 6      |
| Austrálie       | 15     |
| Finsko          | 28     |
| Kanada          | 29     |
| Nizozemsko      | 45     |
| USA             | 48     |